# Thurgot
Thurgot var en tyskromersk-svensk katolsk präst och biskop av Skara stift i Västergötland cirka 1014–1030. Han var av tyskromersk härkomst och slutade sina levnadsdagar i Bremen, dåvarande Tyskromerska riket, då han dog i spetälska.
Han brukar beskrivas som Sveriges förste stiftsbiskop.

## Biografi
Skara stifts historia sträcker sig tillbaka till perioden 1014–1030, då Thurgot står omnämnd i källorna som dess förste biskop, bland annat i Äldre Västgötalagen. Därmed grundades stiftet och han fick ärkebiskopsdömet Hamburg-Bremens uppdrag att vara missionsbiskop "i de två götalanden". 
Stiftet kom efter en tämligen orolig tid att omfatta såväl Östergötland som Västergötland, delar av Småland och angränsande områden som Dalsland och Värmland, kanske även längre norrut. Av Östergötland skapades senare ett nytt stift med Linköping som centrum, varvid Skara stift kom att bestå av motsvarande nuvarande Västergötland, Dalsland och Värmland. Detta kan ses som ett led i ärkebiskopsdömets försök att upprätta självständiga biskopsdömen underordnade ärkebiskopsstiftet och syfte att säkra den tysk-romerske kejsarens auktoritet. 
Noterbart är att den helige Sigfrid, en engelsk munk, blev hans efterträdare på biskopsstolen. Han ingår bland annat som döpare i legenden om Olof Skötkonung. Sigfrid verkade som missionsbiskop på uppdrag från den danske kungen, som även styrde delar av England och med godkännande av ärkebiskopen i Hamburg-Bremen som var ärkesätet, allt enligt Adam av Bremen.
Skara blev åtminstone omkring 1060 ett centrum för stiftet när biskop Adalvard den äldre lät påbörja bygget av den romanska domkyrkan. Biskop Osmund uppges vara den som flyttat biskopssätet och "satte stav och stol" i Skara. Innan dess hade Thurgot, liksom Sigfrid, fått tillträda mark vid kungsgården i Husaby, som enligt Äldre Västgötalagen lär ha varit det äldsta biskopssätet.